# Thomas Lister (régicide)
Thomas Lister (1597–1668) est un colonel de l'armée parlementaire pendant la guerre civile anglaise et député. Il est nommé juge au procès de Charles Ier, mais, lors de la restauration, il s'en sort avec une peine légère.

## Biographie
Lister est né en 1597, fils aîné de William et Griselle Lister (née Rivett). Il grandit dans la maison familiale, Coleby Hall dans le Lincolnshire et est admis à Gray's Inn en 1616. En 1622, il épouse Marguerite Armine.
Au début de la guerre civile anglaise, Lister est arrêté par un groupe de 60 soldats royalistes dirigés par le shérif du Lincolnshire qui font irruption dans Coleby Hall et il est emmené devant le conseil du roi. Après sa libération, il devient lieutenant-colonel dans l'armée parlementaire et vice-gouverneur de Lincoln. En 1644, il est haut shérif du Lincolnshire et est également membre du comité parlementaire du comté.
Il est choisi comme député de Lincoln en 1647, en remplacement de John Broxholme décédé. Il survit à la Purge de Pride (le coup d'État militaire qui expulse du parlement les députés qui ne soutenaient pas l'armée) et reste député de la ville jusqu'en 1653. Il est nommé juge lors du procès de Charles Ier, mais il n'assiste qu'à quelques séances du tribunal et ne signe pas l'arrêt de mort.
En février 1651, il est nommé membre du conseil d'État. Il est député du comté de Lincolnshire lors des Parlements du Protectorat, mais il représente à nouveau la ville en 1659 lors du rappel du Parlement croupion. À la Restauration, il est exclu de la loi d'Indemnité et d'Oblivion, en raison de son rôle dans le procès et l'exécution de Charles Ier et est jugé pour régicide. Il s'agenouille à la barre de la Chambre des Lords et plaide « un profond repentir ». Il s'en sort avec une peine légère, se voyant interdire d'exercer une fonction publique à partir de 1660.
Il meurt à Grays Inn en 1668 et son neveu, William, hérite de sa propriété.